# Luca Clemenza
Luca Clemenza (Cittiglio, 9 luglio 1997) è un calciatore italiano, centrocampista del Dolomiti Bellunesi.

## Caratteristiche tecniche
Trequartista mancino molto atletico, abile nel dribbling e con un'ottima visione di gioco – risulta infatti essere un buon rifinitore –, è molto dotato tecnicamente oltreché con un buon tiro. Ha iniziato a giocare a calcio come difensore centrale, salvo poi essere avanzato a centrocampo durante la sua esperienza al Montecchio; grazie alla sua duttilità tattica può essere impiegato all'occorrenza anche come ala o seconda punta.

## Carriera

### Club

#### Gli inizi, Juventus
Nato nel varesotto, si trasferisce da piccolo con la famiglia nel vicentino, giocando nei settori giovanili di squadre locali come Arzignano, Montecchio e Vicenza.
Nel 2011 viene acquistato dalla Juventus, voluto da Giovanni Rossi, allora responsabile del vivaio bianconero. Resta con il club torinese per sei anni, in cui si mette in mostra come uno dei migliori talenti della squadra giovanile, vincendo il Torneo di Viareggio 2016; manifestazione che Clemenza disputerà solo in parte a causa della rottura dei legamenti del ginocchio, occorsagli il 23 marzo nella sfida degli ottavi di finale contro il Milan, perdendo così il finale di stagione e l'inizio di quella successiva, quest'ultima disputata da fuoriquota ancora nel Campionato Primavera per recuperare dall'infortunio patito.

#### Ascoli e Padova
L'11 agosto 2017 passa in prestito con diritto di riscatto e contro opzione all'Ascoli, in Serie B. Compie il suo esordio tra i professionisti il 26 dello stesso mese, nella partita persa per 3-2 sul campo del Cittadella, sostituendo al 62' Gianmarco De Feo; la prima rete arriva invece il successivo 9 dicembre, aprendo le marcature nel pareggio casalingo ottenuto contro l'Entella. Conquistata la salvezza ai play-out con i marchigiani, il 17 agosto 2018 viene ceduto a titolo temporaneo al Padova, sempre tra i cadetti, dove rimane per la stagione seguente.

#### Juventus U23, Pescara e Sion
Nell'estate 2019 fa ritorno a Torino, inserito nella rosa della Juventus U23 militante in Serie C. Dopo un semestre con la seconda squadra bianconera, nell'inverno 2020 viene girato in prestito al Pescara, in serie cadetta. Nell'ottobre seguente si trasferisce al Sion, dove ritrova come allenatore Fabio Grosso, già suo tecnico nella Primavera juventina. Dopo una stagione costellata da infortuni che gli permettono solo quattordici presenze e una rete nel campionato svizzero, rientra a Torino nell'estate seguente. Qui ha tempo di scendere in campo solo nell'esordio stagionale nella Coppa Italia di Serie C, prima di essere nuovamente ceduto al Pescara, ancora in prestito, nell'agosto 2021.

#### Virtus Entella e Sestri Levante
Il 12 luglio 2022 viene riscattato dal Pescara e ceduto contestualmente alla Virtus Entella, in Serie C, nell'ambito di uno scambio di mercato con Facundo Lescano. Nell'ottobre seguente è tuttavia costretto a fermarsi per sottoporsi a un'operazione al legamento crociato del ginocchio sinistro, dopo essersi infortunato in allenamento. Torna in campo dopo sei mesi, il 23 aprile 2023, subentrando nel corso della vittoria esterna sul Siena (1-2) nell'ultima giornata di campionato.
Avendo trovato poco spazio a Chiavari nella prima metà della stagione 2023-2024, il 1º febbraio passa ai corregionali del Sestri Levante, militante nella medesima categoria. Segna i suoi primi due gol con i Corsari il 21 aprile, nel successo interno sulla Vis Pesaro, risultando decisivo ai fini del 3-2 finale che vale la salvezza della squadra ligure.

### Nazionale
Tra il 2012 e il 2018 ha giocato nelle nazionali italiane under 16, under 17 e under 20.

## Statistiche

### Presenze e reti nei club
Statistiche aggiornate al 17 maggio 2025.
| Stagione              | Squadra               | Campionato            | Campionato | Campionato | Coppe nazionali | Coppe nazionali | Coppe nazionali | Coppe continentali | Coppe continentali | Coppe continentali | Altre coppe | Altre coppe | Altre coppe | Totale | Totale | Totale |
| Stagione              | Squadra               | Comp                  | Pres       | Reti       | Comp            | Pres            | Reti            | Comp               | Pres               | Reti               | Comp        | Pres        | Reti        | Pres   | Reti   |        |
| --------------------- | --------------------- | --------------------- | ---------- | ---------- | --------------- | --------------- | --------------- | ------------------ | ------------------ | ------------------ | ----------- | ----------- | ----------- | ------ | ------ | ------ |
| 2017-2018             | Ascoli                | B                     | 28+2       | 2          | CI              | 0               | 0               | -                  | -                  | -                  | -           | -           | -           | 30     | 2      |        |
| 2018-2019             | Padova                | B                     | 22         | 2          | CI              | 0               | 0               | -                  | -                  | -                  | -           | -           | -           | 22     | 2      |        |
| 2019-gen. 2020        | Juventus U23          | C                     | 19         | 2          | CI-C            | 4               | 1               | -                  | -                  | -                  | -           | -           | -           | 23     | 3      |        |
| gen.-ago. 2020        | Pescara               | B                     | 14+1       | 1          | CI              | -               | -               | -                  | -                  | -                  | -           | -           | -           | 15     | 1      |        |
| 2020-2021             | Sion                  | SL                    | 14         | 1          | CS              | 1               | 0               | -                  | -                  | -                  | -           | -           | -           | 15     | 1      |        |
| lug.-ago. 2021        | Juventus U23          | C                     | 0          | 0          | CI-C            | 1               | 0               | -                  | -                  | -                  | -           | -           | -           | 1      | 0      |        |
| Totale Juventus U23   | Totale Juventus U23   | Totale Juventus U23   | 19         | 2          |                 | 5               | 1               |                    | -                  | -                  |             | -           | -           | 24     | 3      |        |
| ago. 2021-2022        | Pescara               | C                     | 35+4       | 7+1        | CI-C            | 1               | 0               | -                  | -                  | -                  | -           | -           | -           | 40     | 8      |        |
| Totale Pescara        | Totale Pescara        | Totale Pescara        | 49+5       | 8+1        |                 | 1               | 0               |                    | -                  | -                  |             | -           | -           | 55     | 9      |        |
| 2022-2023             | Virtus Entella        | C                     | 5+4        | 1          | CI-C            | -               | -               | -                  | -                  | -                  | -           | -           | -           | 9      | 1      |        |
| 2023-feb. 2024        | Virtus Entella        | C                     | 8          | 0          | CI-C            | 2               | 1               | -                  | -                  | -                  | -           | -           | -           | 10     | 1      |        |
| Totale Virtus Entella | Totale Virtus Entella | Totale Virtus Entella | 13+4       | 1          |                 | 2               | 1               |                    | -                  | -                  |             | -           | -           | 19     | 2      |        |
| feb.-giu. 2024        | Sestri Levante        | C                     | 14         | 2          | CI-C            | -               | -               | -                  | -                  | -                  | -           | -           | -           | 14     | 2      |        |
| 2024-2025             | Sestri Levante        | C                     | 33+2       | 6+0        | CI-C            | 1               | 0               | -                  | -                  | -                  | -           | -           | -           | 36     | 6      |        |
| Totale Sestri Levante | Totale Sestri Levante | Totale Sestri Levante | 47+2       | 8          |                 | 1               | 0               |                    |                    |                    |             |             |             | 50     | 8      |        |
| Totale carriera       | Totale carriera       | Totale carriera       | 205        | 25         |                 | 10              | 2               |                    | -                  | -                  |             | -           | -           | 215    | 27     |        |

## Palmarès

### Club
- Torneo di Viareggio: 1

Juventus: 2016